# Аскасибар, Сантьяго
Сантьяго Аскасибар (исп. Santiago Ascacibar; родился 25 февраля 1997 года, Ла-Плата, Аргентина) — аргентинский футболист, полузащитник клуба «Герта», выступающий на правах аренды за «Эстудиантес», и сборной Аргентины. Участник Олимпийских игр 2016 года в Рио-де-Жанейро.

## Клубная карьера

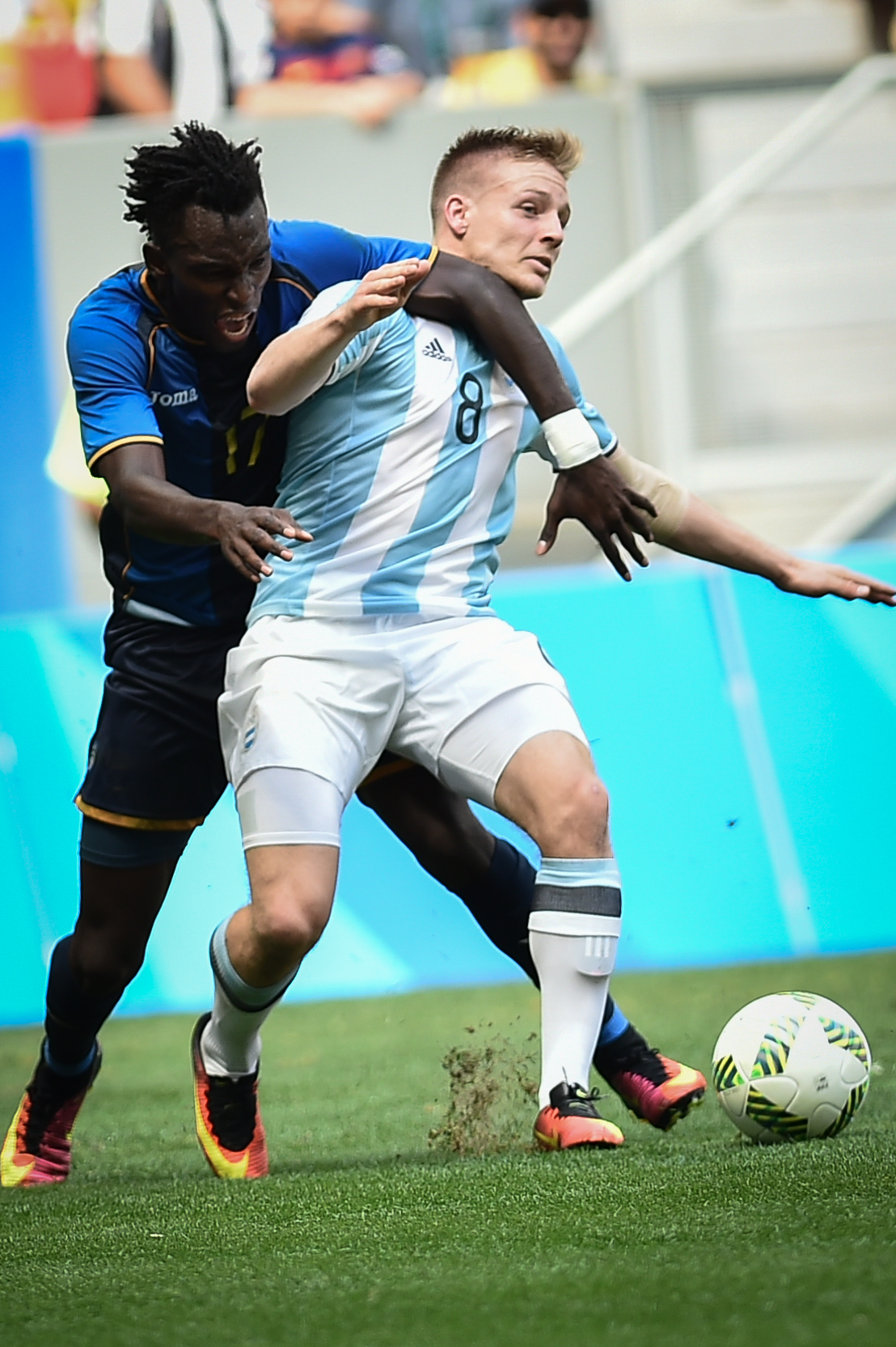
Аскасибар в борьбе с Альбертом Элисом на Олимпиаде 2016

Аскасибар — воспитанник клуба «Эстудиантес» из своего родного города. В 2016 году он был включён в заявку основной команды. 8 февраля в матче против «Лануса» Сантьяго дебютировал в аргентинской Примере. В июне того же года заинтересованность в услугах Аскасибара проявили российские «Спартак» и «Рубин».
Летом 2017 года Сантьяго перешёл в немецкий «Штутгарт», хотя до этого почти подписал контракт с российским «Зенитом». Соглашение было подписано до 2022 года. Сумма трансфера составила 8,5 млн евро. 10 сентября в матче против «Шальке-04» он дебютировал в Бундеслиге.
В начале 2020 года Аскасибар перешёл в столичную «Герту». Сумма трансфера составила 9 млн. евро. 

## Международная карьера
Летом 2016 года Сантьяго в составе олимпийской сборной Аргентины принял участие в Олимпийских играх в Рио-де-Жанейро. На турнире он сыграл в матчах против команд Португалии, Алжира и Гондураса.
В 2017 года Аскасибар в составе молодёжной сборной Аргентины принял участие в молодёжном чемпионате Южной Америки в Эквадоре. На турнире он сыграл в матчах против команд Перу, Боливии, Колумбии, Бразилии, Эквадора, Венесуэлы и Уругвая.
В том же году Аскасибар принял участие в молодёжном чемпионате мира в Южной Корее. На турнире он сыграл в матчах против команд Гвинеи, Англии и Южной Кореи.
8 сентября 2018 года в товарищеском матче против сборной Гватемалы Аскасибар дебютировал за сборную Аргентины, заменив во втором тайме Леандро Паредеса.

## Обвинения в расизме
Во время Олимпийских игр в Бразилии в матче против Гондураса, нападающий Энтони Лосано обвинил Аскасибара в расистских высказываниях в свой адрес.

«Аргентинец Аскасибар допустил расистские высказывания, поэтому я и хотел заставить его замолчать, забив гол. Может, это и неправильно, но я решил так отпраздновать гол».